# Инструкция по применению препарата
Инструкция по применению препарата — документ, содержащий подробную информацию о лекарственном препарате. В России — обязательный документ для государственной регистрации лекарственных препаратов для медицинского применения.

## Содержание
Инструкции по применению препаратов могут включать следующее:
- Торговое название препарата и Международное непатентованное наименование
- Фармакотерапевтическая группа и код АТХ
- состав, описание, форма выпуска (лекарственная форма, действующее вещество)
- Фармакологические свойства (фармакодинамика, фармакокинетика)
- Показания к применению[англ.]
- Противопоказания[англ.]
- Применение при беременности, в период грудного вскармливания, влияние на фертильность, рекомендации для пациентов детородного возраста (с репродуктивным потенциалом)
- Особые группы пациентов (педиатрические, гериатрические, с сопутствующей патологией )
- Способы применения и дозы (способ введения)
- Побочные действия[англ.]
- Передозировка (симптомы и методы лечения)
- Взаимодействие с другими лекарственными веществами, взаимодействие с пищей (напр. с грейпфрутом), коррекция дозы
- Особые указания
- Предупреждения (например:"предупреждение в рамке[англ.]")
- Влияние на способность управлять транспортными средствами
- Условия отпуска (рецептурные, безрецептурные[англ.] ( англ. OTC ))
- результаты клинических испытаний
- Срок годности

## Официальные источники

### Россия
- Государственный реестр лекарственных средств - Министерство здравоохранения Российской Федерации.

### США
- Инструкции на сайте DailyMed, созданным национальной библиотекой медицины США.
- Инструкции на сайте FDA.